# ساكسمان
ساكسمان (بالإنجليزية: Saxman, Alaska) هي مدينة تقع في ولاية ألاسكا في الولايات المتحدة. تبلغ مساحة هذه المدينة 2.5 (كم²)، وترتفع عن سطح البحر 16 م، بلغ عدد سكانها 411 نسمة في عام 2010 حسب إحصاء مكتب تعداد الولايات المتحدة.

## التركيبة السكانية
حدّد مكتب تعداد الولايات المتحدة بيانات التركيبة السكانية لساكسمان في تعداد الولايات المتحدة. في ما يلي، التركيبة السكانية حسب تعدادي 2000 و2010.

### تعداد عام 2000
بلغ عدد سكان ساكسمان 431 نسمة بحسب تعداد عام 2000، وبلغ عدد الأسر 127 أسرة وعدد العائلات 90 عائلة مقيمة في المدينة. في حين سجلت الكثافة السكانية 172.4 نسمة لكل كيلومتر مربع (446.5/ميل2). وبلغ عدد الوحدات السكنية 146 وحدة بمتوسط كثافة قدره 58.4 لكل كيلومتر مربع (151.3/ميل2).
وتوزع التركيب العرقي للمدينة بنسبة 28.07% من البيض و0.46% من الأمريكيين الأفارقة و66.13% من الأمريكيين الأصليين و0.46% من الأمريكيين ذوي الأصول الآسيوية و0.23% من سكان جزر المحيط الهادئ و4.64% من عرقين مختلطين أو أكثر و2.32% من الهسبانيون أو اللاتينيون من أي عرق.
بلغ عدد الأسر 127 أسرة كانت نسبة 47.2% منها لديها أطفال تحت سن الثامنة عشر تعيش معهم، وبلغت نسبة الأزواج القاطنين مع بعضهم البعض 44.1% من أصل المجموع الكلي للأسر، ونسبة 21.3% من الأسر كان لديها معيلات من الإناث دون وجود شريك، بينما كانت نسبة 5.5% من الأسر لديها معيلون من الذكور دون وجود شريكة وكانت نسبة 29.1% من غير العائلات. تألفت نسبة 20.5% من أصل جميع الأسر من عدة أفراد يعيشون في نفس المنزل ونسبة 6.3% كانت تتألف من شخص يعيش بمفرده يبلغ من العمر 65 عاماً أو أكثر. وبلغ متوسط حجم الأسرة المعيشية 3.13، أما متوسط حجم العائلات فبلغ 3.57.
بلغ العمر الوسطي للسكان 31.8 عاماً. وكانت نسبة 27.4% من القاطنين تحت سن الثامنة عشر، وكانت نسبة 10% بين الثامنة عشر والرابعة والعشرين عاماً، ونسبة 24.8% كانت واقعةً في الفئة العمرية ما بين الخامسة والعشرين والرابعة والأربعين عاماً، ونسبة 22.5% كانت ما بين الخامسة والأربعين والرابعة والستين، ونسبة 7.4% كانت ضمن فئة الخامسة والستين عاماً فما فوق. يوجد لكل 100 أنثى 112.3 ذكر، ويوجد لكل 100 أنثى في الثامنة عشر من عمرها فما فوق 108.2 ذكر.
بلغ متوسط دخل الأسرة في المدينة 44,375 دولارًا، أما متوسط دخل العائلة فبلغ 45,417 دولارًا. وكان متوسط دخل الذكور 35,139 دولارًا مقابل 37,500 دولارًا للإناث. وسجل دخل الفرد الخاص بالمدينة 15,642 دولارًا. وكانت نسبة 7.4% من العائلات ونسبة 12.1% من السكان تحت خط الفقر، وكان من هؤلاء نسبة 20.4% تحت سن الثامنة عشر ونسبة 6.2% في الخامسة والستين من العمر وما فوق.

### تعداد عام 2010
بلغ عدد سكان ساكسمان 411 نسمة بحسب تعداد عام 2010، وبلغ عدد الأسر 120 أسرة وعدد العائلات 92 عائلة مقيمة في المدينة. في حين سجلت الكثافة السكانية 164.4 نسمة لكل كيلومتر مربع (425.8/ميل2). وبلغ عدد الوحدات السكنية 128 وحدة بمتوسط كثافة قدره 51.2 لكل كيلومتر مربع (132.6/ميل2).
وتوزع التركيب العرقي للمدينة بنسبة 30.41% من البيض و0.73% من الأمريكيين الأفارقة و50.61% من الأمريكيين الأصليين و0.49% من الأمريكيين ذوي الأصول الآسيوية و0.97% من الأعراق الأخرى و16.79% من عرقين مختلطين أو أكثر و4.14% من الهسبانيون أو اللاتينيون من أي عرق.
بلغ عدد الأسر 120 أسرة كانت نسبة 36.7% منها لديها أطفال تحت سن الثامنة عشر تعيش معهم، وبلغت نسبة الأزواج القاطنين مع بعضهم البعض 40% من أصل المجموع الكلي للأسر، ونسبة 22.5% من الأسر كان لديها معيلات من الإناث دون وجود شريك، بينما كانت نسبة 14.2% من الأسر لديها معيلون من الذكور دون وجود شريكة وكانت نسبة 23.3% من غير العائلات. تألفت نسبة 18.3% من أصل جميع الأسر من عدة أفراد يعيشون في نفس المنزل ونسبة 9.2% كانت تتألف من شخص يعيش بمفرده يبلغ من العمر 65 عاماً أو أكثر. وبلغ متوسط حجم الأسرة المعيشية 3.09، أما متوسط حجم العائلات فبلغ 3.42.
بلغ العمر الوسطي للسكان 35.2 عاماً. وكانت نسبة 21.9% من القاطنين تحت سن الثامنة عشر، وكانت نسبة 14.8% بين الثامنة عشر والرابعة والعشرين عاماً، ونسبة 26.3% كانت واقعةً في الفئة العمرية ما بين الخامسة والعشرين والرابعة والأربعين عاماً، ونسبة 25.8% كانت ما بين الخامسة والأربعين والرابعة والستين، ونسبة 11.2% كانت ضمن فئة الخامسة والستين عاماً فما فوق. وتوزع التركيب الجنسي للسكان بنسبة 56.7% ذكور و43.3% إناث.

## وصلات خارجية
- Community Information نسخة محفوظة 24 فبراير 2014 على موقع واي باك مشين.